# Seville, Ohio
Seville là một làng thuộc quận Medina, tiểu bang Ohio, Hoa Kỳ. Năm 2010, dân số của làng này là 2296 người.

## Dân số
- Dân số năm 2000: 2160 người.
- Dân số năm 2010: 2296 người.